# Dihydrogénophosphate de sodium
Pour les articles homonymes, voir Phosphate de sodium (homonymie).
Le dihydrogénophosphate de sodium ou phosphate monosodique ou phosphate de sodium monobasique est un composé chimique de formule NaH2PO4. C'est l'additif alimentaire E339(i).